# 파이널 판타지 디멘션즈 II
파이널 판타지 디멘션즈 II(Final Fantasy Dimensions II, 일본어: ファイナルファンタジーII レジェンズ 時空ノ水晶)는 매트릭스 소프트웨어가 개발하고 스퀘어 에닉스가 안드로이드 및 iOS 기기용으로 배급한 부분 유료화 게임이다. 파이널 판타지 레전드와 더불어 일본에서 출시된 두 번째 게임이다. 신으로부터 세상을 구하기 위해 시간 여행을 떠난다.
나중에 2016년 11월 2일에 '파이널 판타지 레전드 II'로 일본에서 리브랜딩되었다. 2017년 10월 31일에 오래된 부분 유료화 버전은 종료되었으며 유료판이 일본에서 동일 이름으로 다시 런칭하였다. 이 버전은 전 세계적으로 '파이널 판타지 디멘션즈 II'라는 이름으로 출시되었다.

## 평가
| 평가                                    |       |
| --------------------------------------- | ----- |
| 평론 점수 평론사 점수 TouchArcade [ 2 ] |       |
| 평론 점수                               |       |
| 평론사                                  | 점수  |
| TouchArcade                             | [ 2 ] |